# Candra (divinità)

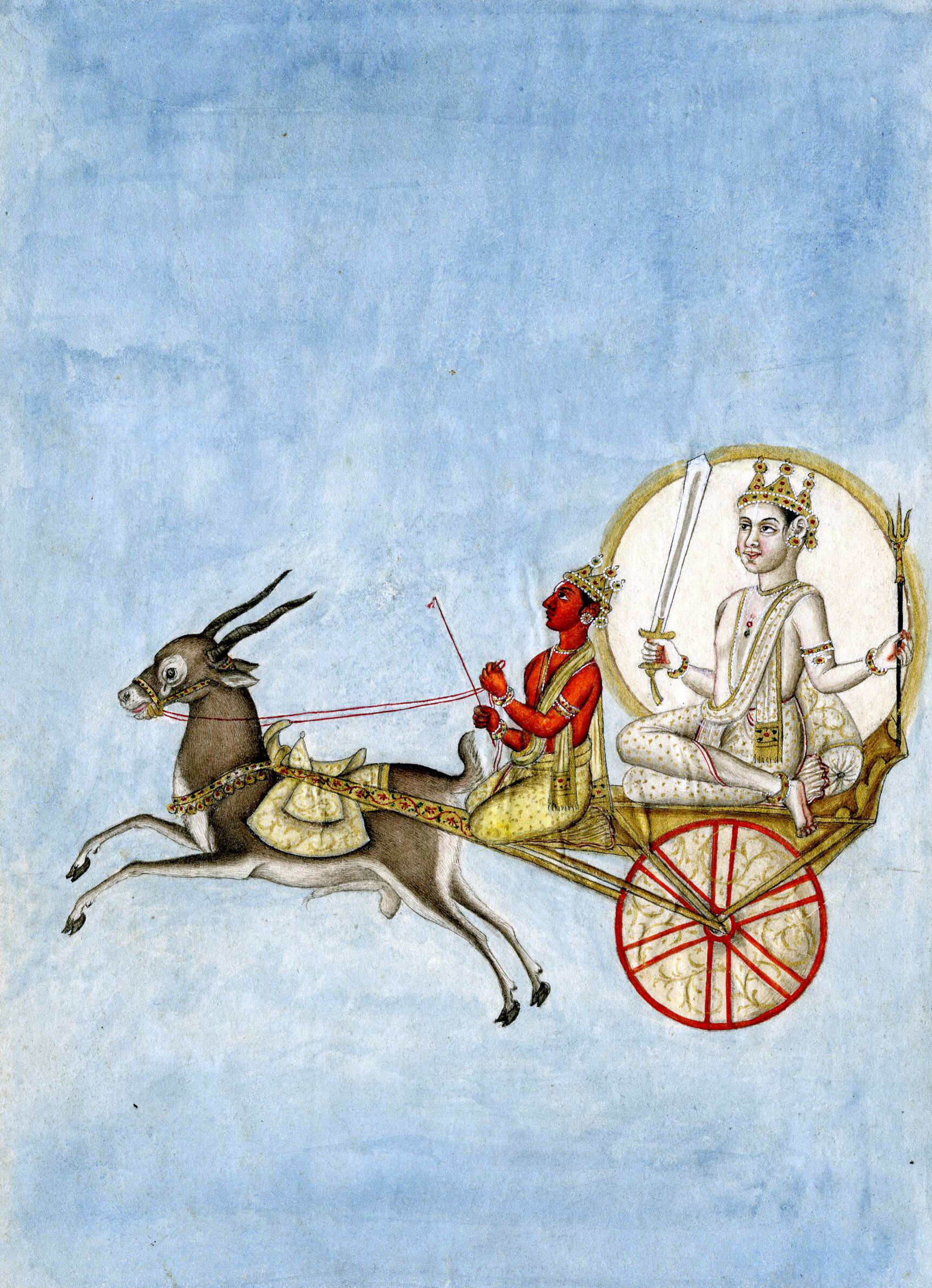
Il dio Chandra guida il carro lunare in una illustrazione indiana

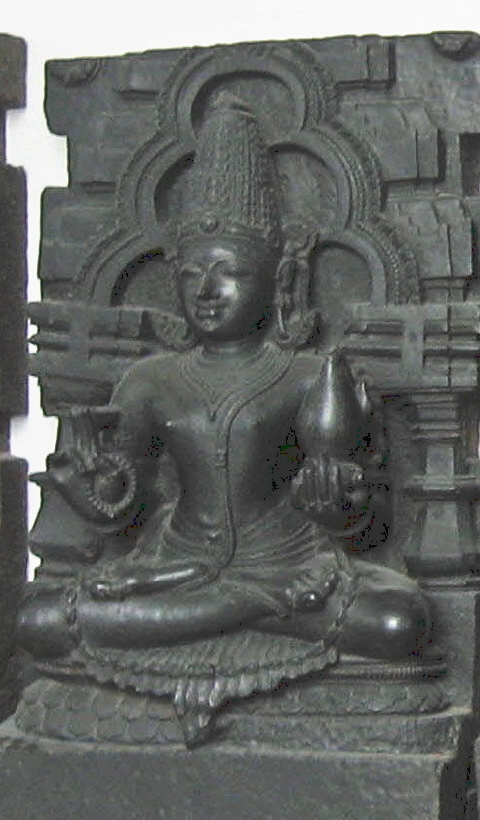
Candra, British Museum - XIII secolo, Konark

Candra (devanagari: चन्द्र, lett. "brillante"), con grafia inglese Chandra, presso la religione induista, rappresenta il dio-luna, che negli appellativi letterari ha ereditato il nome e le funzioni del Soma vedico.
Il suo culto assume caratteri più che altro mitici e molto meno liturgici.

## Nomi e funzioni
Viene chiamato Saumya, ossia risanante e rinfrescante, e tra le sue funzioni vi è quella di aiutare le piante a crescere. Viene anche chiamato Śaśamka ("il Segnato dalla Lepre") per denotare le sue macchie lunari.
Le sue funzioni principali sono quelle di compensare l'eccesso dell'ardore solare e di far soggiornare le anime degli antenati, visto che la via verso i "Padri" (pitr-yāna), opposta a quella verso "gli dèi" (deva-yāna), era anticamente concepita come lunare.
Protegge gli amanti, ma contemporaneamente viene visto come portatore di sfortuna.

## Iconografia
Viene raffigurato come un giovane aureolato, posizionato su un carro guidato da dieci cavalli, accompagnato da due regine. Il suo simbolo è l'antilope.

## Mitologia
Nato, secondo il mito, dal samudra-manthana, ossia dal girare vorticoso dell'oceano di latte durante la creazione del mondo, a causa della sua grandissima luminosità fu deciso che vivesse nel cosmo sotto forma di pianeta.
La vita amorosa di Candra è piuttosto movimentata: in un'occasione rapì Tārā, la moglie di Bṛhaspati, e questo atto rischiò di scatenare una guerra fra i Deva e gli Asura. Inoltre sposò ventisette figlie di Dakṣa, ma ne preferì una, Rohini, rispetto alle altre. Ciò indusse le altre mogli a lamentarsi presso il loro padre, il quale lanciò una maledizione su Candra, che lo trascinò ad uno stato di consunzione avente come conseguenza la riduzione della sua luminosità: così nacquero le fasi lunari.
Secondo un'altra leggenda, Candra sarebbe costituito dalle ossa del dio dell'amore Kāma, quasi per evidenziare il suo legame con l'amore sfortunato.

## Progenie
Attraverso suo figlio Budha, Candra è il progenitore di una lunga dinastia lunare, che comprende molti personaggi dell'epica indiana. Da Rohini ebbe anche altri figli, tra cui Varchas, personificazione del chiaro di luna, di cui Abhimanyu, il figlio di Arjuna, è detto essere una reincarnazione, e la figlia Bhadra, sposa del saggio Utathya.